# Список потерь Ми-8 и его модификаций (1986 год)

Список потерянных Ми-8 всех модификаций (включая Ми-9, -14, −17, -18, −19, -171 и −172) составлен по данным из открытых источников и учитывает только авиационные происшествия или воздействие внешних сил, приведшие к утрате вертолёта или его списанию вследствие полученных повреждений.
Список не полный и не окончательный.

## Список аварий и катастроф
Зелёным цветом выделены потери при применении в вооружённых конфликтах, в том числе в контртеррористических операциях.
| № п/п | Дата     | Модификация / Бортовой номер | Место                                         | Жертвы / На борту | Краткое описание |
| ----- | -------- | ---------------------------- | --------------------------------------------- | ----------------- | --- |
| 1     | 9 янв.   | Ми-8 СССР-25673              | Братск                                        | 0/3               | После приземления истребитель-перехватчик Ту-128 сошёл с ВПП и задел Ми-8. Вертолёт сгорел, экипажи обеих машин не пострадали. |
| 2     | 11 янв.  | Ми-8 СССР-25817              | Карельская АССР, Сегежа                       | 5/5               | Несанкционированный полёт в пределах аэропорта с лицами, не имеющими допуск к полётам на Ми-8, в условиях неблагоприятных метеоусловий. Экипаж не справился с управлением и на посадке вертолёт опрокинулся на бок, разрушился и частично сгорел. Погибли все находящиеся на борту. |
| 3     | 13 янв.  | Ми-8МТ н.д.                  | провинция Газни                               | 0/н.д.            | Вертолёт 50-го осап. При заходе на посадку для высадки десантников был обстрелян из ДШК и столкнулся с землей. Тяжелые ранения получил лётчик-штурман, но все находившиеся на борту остались живы. |
| 4     | 19 янв.  | Ми-8МТ 33                    | близ Лашкаргаха                               | 9/н.д.            | Вертолёт 280-го овп. При посадке, гася скорость, командир резко отработал ручкой и лопастями несущего винта перерубило хвостовую балку. При падении вертолёта погибли экипаж и шесть десантников. |
| 5     | 28 февр. | Ми-8МТ н.д.                  | 67 км северо-восточнее Кандагара              | 1/н.д.            | Вертолёт 280-го овп. При высадке десанта подожжён на земле огнём противника. Погиб борттехник ст. лейтенант Ю. Молоденков. |
| 6     | 2 марта  | Ми-8МТ н.д.                  | н.д.                                          | 1/н.д.            | Вертолёт 50-го осап. Вертолёт, возвращавшийся с боевого задания, попал под обстрел противника, загорелся и упал на землю. Погиб борттехник лейтенант А. Емельшин. |
| 7     | 19 марта | Ми-8МТ н.д.                  | н.д.                                          | 0/н.д.            | Вертолёт 205-й овэ. При заходе на посадку в пустынной местности с целью подбора группы спецназа был обстрелян противником и подбит. Экипаж сумел выполнить аварийную посадку и покинуть горевший борт, после чего был подобран вертолётом ведомого. |
| 8     | 5 апр.   | Ми-17 н.д.                   | провинция Пактия                              | н.д./н.д.         | Вертолёты 377-го овп ВВС ДРА. Из-за утечки информации о планируемой операции противник стянул крупные силы к месту высадки десанта. На подлёте огнём противника были сбиты три вертолёта первой волны и ещё два вертолёта из второй группы. Из потерянных машин две были сбиты ракетами ПЗРК Стрела-2, а остальные огнём ДШК и стрелкового оружия. |
| 9     | 5 апр.   | Ми-17 н.д.                   | провинция Пактия                              | н.д./н.д.         | Вертолёты 377-го овп ВВС ДРА. Из-за утечки информации о планируемой операции противник стянул крупные силы к месту высадки десанта. На подлёте огнём противника были сбиты три вертолёта первой волны и ещё два вертолёта из второй группы. Из потерянных машин две были сбиты ракетами ПЗРК Стрела-2, а остальные огнём ДШК и стрелкового оружия. |
| 10    | 5 апр.   | Ми-17 н.д.                   | провинция Пактия                              | н.д./н.д.         | Вертолёты 377-го овп ВВС ДРА. Из-за утечки информации о планируемой операции противник стянул крупные силы к месту высадки десанта. На подлёте огнём противника были сбиты три вертолёта первой волны и ещё два вертолёта из второй группы. Из потерянных машин две были сбиты ракетами ПЗРК Стрела-2, а остальные огнём ДШК и стрелкового оружия. |
| 11    | 5 апр.   | Ми-17 н.д.                   | провинция Пактия                              | н.д./н.д.         | Вертолёты 377-го овп ВВС ДРА. Из-за утечки информации о планируемой операции противник стянул крупные силы к месту высадки десанта. На подлёте огнём противника были сбиты три вертолёта первой волны и ещё два вертолёта из второй группы. Из потерянных машин две были сбиты ракетами ПЗРК Стрела-2, а остальные огнём ДШК и стрелкового оружия. |
| 12    | 5 апр.   | Ми-17 н.д.                   | провинция Пактия                              | н.д./н.д.         | Вертолёты 377-го овп ВВС ДРА. Из-за утечки информации о планируемой операции противник стянул крупные силы к месту высадки десанта. На подлёте огнём противника были сбиты три вертолёта первой волны и ещё два вертолёта из второй группы. Из потерянных машин две были сбиты ракетами ПЗРК Стрела-2, а остальные огнём ДШК и стрелкового оружия. |
| 13    | 9 апр.   | Ми-8МТ н.д.                  | 16 км юго-западнее Файзабада                  | 0/н.д.            | Вертолёт 181-го овп. При взлёте с высокогорной площадки попал в условия сдвига ветра, зацепил лопастями землю, упал и сгорел. |
| 14    | 21 апр.  | Ми-8МТ 53                    | Джелалабад                                    | 3/3               | Вертолёт 335-го обвп. При заходе на посадку был сбит ракетой ПЗРК, вертолёт взорвался в воздухе. |
| 15    | 4 июня   | Ми-8Т СССР-22802             | Воркута                                       | 2/7               | Во время контрольного зависания над ВПП вошёл в раскачку с нарастающей амплитудой, перешёл в снижение, столкнулся с землей с левым креном и разрушился. |
| 16    | 17 июня  | Ми-8МТ 84                    | н.д.                                          | 0/н.д.            | Вертолёт 335-го обвп. Сбит при высадке десанта, экипаж и десантники покинули борт, но в завязавшемся бою погиб командир экипажа майор Герасимов. |
| 17    | 21 июня  | Ми-8МТ 29                    | близ Ишкашима                                 | 0/18              | Вертолёт 254-й овэ. При заходе на десантирование вертолёт лопастями несущего винта зацепил склон. Экипаж смог посадить машину, после чего эвакуировался вместе с 15 десантниками. |
| 18    | 29 июня  | Ми-8 н.д.                    | близ Лашкаргаха                               | 1/н.д.            | Вертолёт 280-го овп. Экипаж совершал пятый вылет в день. Из-за ошибки при взлёте был включен только один топливный насос, вследствие чего, через 20 минут после взлёта топливо в расходном баке выработалось и произошло самовыключение одного двигателя, а после и второго. При попытке произвести аварийную посадку вертолёт зацепил хвостовой балкой за бархан. От удара задние створки раскрылись и все пассажиры выпали на землю. Командир капитан Роман Тупица был не пристегнут и летел без защитного шлема, в момент падения ударился головой о прицел ПКВ и от полученной травмы скончался на месте. Остальные члены экипажа и пассажиры получили травмы различной степени тяжести. |
| 19    | 8 июля   | Ми-8Т СССР-22259             | близ Братска                                  | 7/7               | Через 14 минут после взлёта, находясь в горизонтальном полёте, вертолёт столкнулся с деревьями на склоне холма на высоте 805 м, упал на землю, разрушился и сгорел. |
| 20    | 19 июля  | Ми-8 н.д.                    | Ташкент                                       | 6/6               | Во время облёта Ташкентской телебашни (проводились съёмки телебашни для художественного фильма), вертолёт зацепился за оттяжку и упал. |
| 21    | 19 июля  | Ми-8Т 269                    | департамент Селая, близ Ла-Крус Де Рио-Гранде | 22/23             | Вертолёт ВВС Никарагуа, участвовавший в эвакуации пострадавших от наводнения, из-за технической неисправности потерял управляемость и упал в реку Рио-Гранде. Лётчика-штурмана при ударе выбросило из машины через открытый блистер и он стал единственным выжившим в катастрофе. |
| 22    | 23 июля  | Ми-8 СССР-06172              | Московская область, Луховицкий район          | 4/5               | При проходе над водной поверхностью на недопустимо малой высоте (около 2 м) со скоростью 160-180 км/ч вертолёт ударился колесами шасси о берег реки, разрушился и сгорел. Полёт проходил с неполным экипажем (без второго пилота) и с грубыми нарушениями правил производства полётов. |
| 23    | 2 авг.   | Ми-8 н.д.                    | Кундуз                                        | н.д./н.д.         | Сбит при заходе на посадку. |
| 24    | 13 авг.  | Ми-8 СССР-24543              | Кабардино-Балкарская АССР, Чегемский район    | 4/7               | Ошибка при посадке на площадку в высокогорном районе. Вертолет правым колесом шасси задел скалу, потерял скорость, упал в ущелье и разрушился. Экипаж не принял во внимание условия высокогорья. Посадочный вес вертолёта превышал допустимый с учётом высоты расположения над уровнем моря выбранной площадки. Погибли экипаж и один из пассажиров. |
| 25    | 13 авг.  | Ми-8Т СССР-25888             | Охотское море                                 | 10/12             | Ошибка экипажа при заходе на посадку на площадку плавучей буровой установки. Вертолёт колесами шасси задел леерное ограждение площадки, потерял управление, упал в море и затонул. Погибли экипаж и 7 пассажиров. |
| 26    | 25 авг.  | Ми-8МТ н.д.                  | провинция Фарах                               | 1/н.д.            | Вертолёт 205-й овэ. Экипаж выполнял задачу по эвакуации раненого из района боевых действий. При посадке в ночных условиях экипаж потерял контроль и вертолёт упал на правый борт. Погиб командир капитан В. М. Голев, получивший травму головы. |
| 27    | 4 сент.  | Ми-8 н.д.                    | Украинская ССР, Киевская область(?)           | 0/н.д.            | Ошибка экипажа во время посадки, машина сгорела. Вертолёт перевозил пострадавшего в автомобильной аварии. |
| 28    | 17 сент. | Ми-17 302                    | департамент Хинотега                          | 2/3               | Вертолёт ВВС Никарагуа столкнулся с землёй в условиях недостаточной видимости. |
| 29    | 25 сент. | Ми-8МТ н.д.                  | близ Джелалабада                              | 2/3               | Вертолёт 335-го обвп. На подходе к аэродрому был поражён двумя ракетами ПЗРК Stinger (первый летательный аппарат сбитый этим типом ПЗРК в Афганистане), борт взорвался в воздухе. Командир экипажа капитан А. Гиниятулин и борттехник лейтенант О. Шебанов погибли, а лётчик-штурман Николай Гернер был выброшен из машины взрывной волной и остался жив. |
| 30    | 2 окт.   | Ми-8 30                      | Украинская ССР, Чернобыльская АЭС             | 4/4               | Вертолёт 112-го овп. Во время операции по заливке реактора дезактивирующим раствором вертолёт зацепился лопастями несущего винта за трос строительного крана, потерял управление и упал в трёх метрах от машинного зала Чернобыльской АЭС. |
| 31    | 3 окт.   | Ми-8 CCCP-22833              | Свердловская область, близ Верхней Пышмы      | 3/3               | При демонтаже заводской трубы при маневрировании вертолёт задел трубу лопастями несущего винта, потерял управление, столкнулся с землей и сгорел. |
| 32    | 6 окт.   | Ми-8МТ н.д.                  | пустыня Дашти-Марго                           | 0/3               | Вертолёт 205-й овэ. При взлёте потерял управление и упал на землю завалившись на борт. Экипаж не пострадал и был подобран ведомым. |
| 33    | 7 окт.   | Ми-8 н.д.                    | 180 км от Шинданда                            | 0/3               | Вертолёт 302-й овэ. В полёте был обстрелян огнём с земли. При выполнении вынужденной посадки машина опрокинулась на борт, никто из экипажа не пострадал. |
| 34    | 9 окт.   | Ми-8МТ н.д.                  | 52 км юго-восточнее Шахджоя                   | 0/н.д.            | Вертолёт 205-й овэ. При высадке разведгруппы был поражён выстрелом из РПГ. Экипаж и десантники эвакуировались, машина сгорела. |
| 35    | 16 окт.  | Ми-8МТ н.д.                  | 13 км северо-западнее Фараха                  | 3/3               | Вертолёт 205-й овэ. Экипаж осуществлял доставку продовольствия на высокогорную заставу. При заходе на посадку вертолёт был подбит огнём ДШК, потерял управление и столкнулся с землей. Погибли командир вертолета капитан Е. С. Зырин, лётчик-штурман ст. лейтенант Ю. Н. Канищев и борттехник ст. прапорщик И. П. Коршунов. |
| 36    | 26 окт.  | Ми-8 н.д.                    | Кундуз                                        | 0/3               | Вертолёт 181-го овп. При посадке машина начала неуправляемое вращение. Экипаж покинул вертолёт на высоте нескольких метров от земли. |
| 37    | 30 окт.  | Ми-17 294                    | департамент Хинотега                          | 22/24             | Вертолёт ВВС Никарагуа, перевозивший военнослужащих, разбился при посадке в условиях тумана. В живых остались командир экипажа и один из солдат-пассажиров. |
| 38    | 16 нояб. | Ми-8МТ н.д.                  | 32 км северо-восточнее Баграма                | 4/н.д.            | Вертолёт 262-й овэ. При высадке десанта был подбит огнём из ДШК, машина загорелась и, потеряв управление, упала на склон горы, начав скатываться по нему. Сразу погибли двое десантников и лётчик-штурман ст. лейтенант Е. Пичугин, командир майор С. Пряников скончался через 3 дня в госпитале. Остальные эвакуировались с подбитого вертолёта, получив травмы разной степени тяжести. |
| 39    | (?) дек. | Ми-8МТ н.д.                  | близ Гардеза                                  | 0/15              | Вертолёт 50-го осап. При заходе на посадку зацепил скалу и упал в обрыв. В основном все (2 члена экипажа и 12 десантников) успели эвакуироваться из машины до падения, за исключением командира капитана А. Дундича, который остался в вертолёте и получил тяжёлые травмы. |
| 40    | 6 дек.   | Ми-8 CCCP-22537              | Ямало-Ненецкий АО, Сабетта                    | 1/5               | При заходе на посадку вертолёт лопастями несущего винта поднял снежный вихрь, экипаж потерял контакт с наземными ориентирами. В 159 м от посадочной площадки вертолёт задел правым и носовым колесом кучу песка, упал на бок и разрушился. Погиб КВС. |